# 6043 Аврокс
6043 Аврокс (6043 Aurochs) — астероїд головного поясу, відкритий 9 вересня 1991 року.
Тіссеранів параметр щодо Юпітера — 3,525.